# Treviso Bresciano
Treviso Bresciano är en ort och kommun i provinsen Brescia i regionen Lombardiet i Italien. Kommunen hade 519 invånare (2018).